# Zineb Sedira
Zineb Sedira (en arabe : زينب سديرة) est une artiste franco-algérienne, née à Paris le 1er avril 1963.  Elle vit à Londres et travaille entre Alger, Londres et Paris.

## Biographie
Les deux parents de Zineb Sedira migrent de Bordj Bou Arreridj, en Algérie, vers Gennevilliers en France en 1961. Elle étudie à Londres à la Central St Martin’s School of Art et à la Slade School of Art, puis continue des recherches au Royal College of Art.[réf. nécessaire] Elle commence à travailler au Royaume-Uni et vit aujourd'hui à Londres. Elle travaille entre Alger, Londres et Paris où elle est  représentée par la galerie Kamel Mennour. 
Depuis une quinzaine d’années, l’œuvre de Zineb Sedira a permis d’enrichir le débat autour des concepts de modernisme et de modernité de façon singulière. Elle a aussi attiré l’attention sur la vitalité de l’expression artistique en Afrique du Nord. Zineb Sedira a dans un premier temps puisé son inspiration dans sa propre quête d’identité, celle d’une femme aux origines et à la géographie bien particulières. Glissant peu à peu de ces questions autobiographiques vers des préoccupations plus universelles, elle travaille aujourd’hui sur les questions de mobilité, de mémoire et de transmission.  
Zineb Sedira aborde aussi les enjeux environnementaux et géographiques, faisant toujours l’aller-retour entre le passé et le futur. Utilisant la photographie (portraits ou paysages), autant que le langage et les archives de toutes sortes, elle développe un vocabulaire artistique polyphonique, à la jonction entre la fiction, le documentaire et des approches plus poétiques et lyriques. Si Zineb Sedira a d’abord travaillé la photographie, la vidéo et les installations, elle a depuis peu encore diversifié sa pratique en y ajoutant la production d’objets et de sculptures.
L’idée de conserver et de transmettre la mémoire du passé comme un héritage pour les générations futures est d’ailleurs souvent au cœur du travail de Zineb Sedira. 
Zineb Sedira est la fondatrice de aria (Artist residency in Algiers), une résidence d’artistes à Alger qui soutient le développement de la scène artistique contemporaine en Algérie à travers des échanges interculturels et des collaborations.
En 2020, elle est choisie pour être la locataire du pavillon français à la Biennale de Venise 2021, finalement repoussée en 2022.

## Œuvres
Mentionner ses origines dès le début de sa biographie ne serait pas tant significatif si Zineb Sedira ne se définissait pas comme "gardienne de mémoire" et qu'elle ne faisait pas de son identité une matière de travail. Son travail porte principalement sur des questions d'histoire, de conservation, de transmission de la mémoire de l'immigration et de la guerre d'Algérie.
Empreint de sa fascination pour la relation mère/fille, son film notoire Mother Tongue (2002) met en scène trois générations de femmes, et pose la question de la transmission dans un monde globalisé. On peut le trouver, entre autres, dans les collections du Centre Pompidou et de la Tate Modern...
Une autre œuvre importante est une vidéo qui laisse la parole à la veuve de Mohamed Kouaci, photographe de la guerre d'Algérie. Dans sa maison, les photographies retrouvées sont montrées et discutées par sa femme Safia Kouaci.

## Expositions solo
2019
L'espace d'un instant, Jeu de Paume, Paris, France
2016
- L’écriture des lignes, Kamel Mennour, Paris, France
- Collecting Lines, Art On the Underground (commission), Londres, UK
- Now You See Me – Now You See Me, VCUQ Gallery, Virginia Commonwealth University, Doha, Qatar

2015:
- Zineb Sedira : Present Tense, Taymour Ghrane Gallery, NYC, USA
- Sand of Times, The Third Line, Dubai, UAE

2014:
- Disenchanted Matters, Plutschow, Zurich, Suisse
- Maritime Chronicles, Galleria Riccardo Crespi, Milan, Italie

2013
- Sweet Journeys, Galerie La jetée, J1 Grand Port Maritime, Marseille, France
- Lighthouse in the Sea of Time, Blaffer Art Museum, University of Houston, Houston, USA
- Récits maritimes: Entre terre et mer, Selma Feriani Gallery, Tunis, Tunisie
- The Voyage, or Three Years at Sea Part V: Zineb Sedira, Charles H. Scott Gallery, Vancouver, Canada

2011
- Beneath the Surface, Galerie Kamel Mennour, Paris

2010
- Gardiennes d'images, Palais de Tokyo, Paris
- Les rêves n'ont pas de titre, Musée d’Art Contemporain [MAC], Marseille, France
- Under the Sky and Over the Sea, BildMuseets, Umeå University, Suède
- Under the Sky and Over the Sea, Kunsthallen Nikolaj, Copenhagen, Danemark
- MiddleSea, Prefix Institute of Contemporary Art, Toronto, Canada
- Zineb Sedira, Musée National Pablo Picasso, La Guerre et la Paix, Vallauris, France
- Invitation au Voyage, Galerie Edouard-Manet, Gennevilliers, France

2009
- Under the Sky and Over the Sea, Pori Museum, Finlande
- Zineb Sedira: Seafaring, John Hansard Gallery, Southampton, UK
- MiddleSea as part of Forex, at Michael Stevenson Gallery, Le Cap, Afrique du Sud
- Currents of Time: Rivington Place, Londres
- Floating Coffins, New Art Exchange, Nottingham, UK

2008
- Shipwreck: the death of a journey, galerie Kamel Mennour, Paris
- MiddleSea, Wapping Project, London
- Zineb Sedira, Centre Culturel Français, Alger, Algerie

2007
- Videos by Zineb Sedira, Centre d'Art Contemporain du Parvis, Pau, France
- Saphir, Temble Bar Gallery, Dublin, Irlande

2006
- Saphir, Photographer's Gallery, Londres
- Transitional Landscapes, Galerie Kamel Mennour, Paris
- Zineb Sedira, Galerie Esma, Algiers, Centre Culturel Français, Oran et Constantine, Algerie

2005
- Zineb Sedira, OneTwenty Gallery, Gent, Belgium and at Fri-Art, Fribourg, Suisse

2004
- Zineb Sedira: Telling stories with differences, Cornerhouse, Manchester, UK

2003
- Zineb Sedira, Galleria Sogospatty, Rome, Italie
- Regard Croisé, Arles, France

2002
- Biennale de photographie de Florence, Monograph, Dryphoto arte contemporanea, Prato, Italie
- Rencontres de la Photographie d’Arles 2002, 33e edition, Arles, France

## Prix et récompenses
- 2015 : nommée pour le prix Marcel Duchamp

- 2011 : Dazibao Prize, Le Mois de la Photo à Montréal, Canada.

- 2010 : Prix SAM, Paris.

- 2004 : Decibel Award, Arts Council, London.

- 2001 : Prix AfAA, Laureat 2001: IV Rencontres de la photographie africaine, Bamako 2001, Mali.

- 2000 : Westminster Arts Council, Film and Video Bursaries, London.

- 1999 : Artsadmin Artists Bursary, London & Artists film and video national fund, The Arts Council of England.